# Miss Sudáfrica 2022
Miss Sudáfrica 2022 fue la 64.ª edición del concurso Miss Sudáfrica. Se llevó a cabo el 13 de agosto de 2022 en el SunBet Arena en Pretoria. La ganadora titular, Lalela Mswane de KwaZulu-Natal, coronó a Ndavi Nokeri de Limpopo como su sucesora. Nokeri representó a Sudáfrica en Miss Universo 2022.

## Resultados
- La candidata ganó en un concurso internacional.
- La candidata fue finalista en un concurso internacional.
- La candidata fue semifinalista o cuartofinalista en un concurso internacional.
- No clasificó

| Posiciones          | Candidata                                                      | Posición alcanzada                 |
| ------------------- | -------------------------------------------------------------- | ---------------------------------- |
| Miss Sudáfrica 2022 | - Limpopo - Ndavi Nokeri                                       | - Top 16 - Miss Universo 2022      |
| Primera finalista   | - KwaZulu-Natal - Ayanda Thabethe                              | - Top 24 - Miss Supranacional 2023 |
| Segunda finalista   | - Gauteng - Lebogang Mahlangu                                  |                                    |
| Top 5               | - Cabo Occidental - Luvé Meyer - Cabo Occidental - Tamsyn Jack |                                    |

## Candidatas
Las 10 finalistas oficiales fueron anunciadas el 13 de junio de 2022.
| Candidata         | Edad | Provincia       | Ciudad natal           | Posición alcanzada                    |
| ----------------- | ---- | --------------- | ---------------------- | ------------------------------------- |
| Anarzade Omar     | 23   | Gauteng         | Crown Gardens          |                                       |
| Ayanda Thabethe   | 22   | KwaZulu-Natal   | Taylor's Halt          | Finalista                             |
| Itumeleng Parage  | 22   | Gauteng         | Central Western Jabavu |                                       |
| Keaoleboga Nkashe | 26   | Noroeste        | Itsoseng               |                                       |
| Lebogang Mahlangu | 26   | Gauteng         | Soshanguve             | Top 3                                 |
| Luvé Meyer        | 25   | Cabo Occidental | Brackenfell            | Top 5                                 |
| Luyanda Zuma      | 20   | KwaZulu-Natal   | Pietermaritzburgo      | Miss Charm Sudáfrica 2023 (Designada) |
| Ndavi Nokeri      | 23   | Limpopo         | Tzaneen                | Miss Sudáfrica 2022                   |
| Pearl Ntshehi     | 25   | Gauteng         | Mamelodi               |                                       |
| Tamsyn Jack       | 25   | Cabo Occidental | Somerset West          | Top 5                                 |

### Top  30
El Top 30 se reveló el 16 de mayo de 2022. Las siguientes 20 candidatas no avanzaron al Top 10.
| Candidata            | Edad | Provincia       | Ciudad natal      |
| -------------------- | ---- | --------------- | ----------------- |
| Alyssa Smith         | 24   | KwaZulu-Natal   | Pietermaritzburgo |
| Ayanda Tloti         | 24   | Cabo Oriental   | Sterkspruit       |
| Bethany Damonse      | 24   | Cabo Oriental   | Summerstrand      |
| Bianca Bezuidenhout  | 23   | Cabo Occidental | Ciudad del Cabo   |
| Boniswa Mapisa       | 27   | Gauteng         | Alberton          |
| Chuma Matsaluka      | 24   | Cabo Occidental | Nyanga            |
| Fortunate Mabeleng   | 23   | Noroeste        | Potchefstroom     |
| Lehlogonolo Machaba  | 25   | Noroeste        | Oskraal           |
| Lisanne Lazarus      | 26   | KwaZulu-Natal   | Amanzimtoti       |
| Mishqah Snyders      | 26   | Gauteng         | Kensington        |
| Mphoentle Plaatjie   | 25   | Gauteng         | Waldrift          |
| Naledi Matabane      | 26   | Gauteng         | Thembisa          |
| Nompumelelo Mampholo | 26   | Gauteng         | Diepkloof         |
| Nthabiseng Kgasi     | 26   | Gauteng         | Protea Glen       |
| Shevon Pereira       | 25   | Gauteng         | Roodekrans        |
| Stacy Gossayn        | 25   | Gauteng         | Pretoria          |
| Thulani Ndzotyana    | 24   | Cabo Oriental   | New Brighton      |
| Thyler Diumpies      | 23   | Cabo Occidental | Beaufort West     |
| Tloto Mabiletsa      | 27   | Noroeste        | Mahikeng          |
| Zoey Seboe           | 22   | Gauteng         | Midrand           |

## Jurado

### Semifinales
Las siguientes siete juezas determinaron las participantes que llegaron al Top 30.
- Liesl Laurie-Mthombeni - Miss Sudáfrica 2015[4]
- Tracey-Lee Lusty Horwitz - Activista del movimiento body positive y abogada[4]
- Koo Govender - Magnate de los medios y director ejecutivo de Dentsu Sudáfrica[4]
- Nobukhosi Mukwevho - Fundadora de Khosi Nkosi[4]
- Makhosazana Zwane-Siguqa - Editora en jefe de la revista True Love[4]
- Simoné Pretorius – Actriz, guionista y fundadora de Art of Acting SA[4]
- Thando Thabethe - Personalidad de medios y empresaria[4]

### Finales
- Thuli Madonsela - Abogada y profesora de derecho[5]
- Harnaaz Sandhu - Miss Universo 2021 de la India[5]
- Thando Thabethe - Personalidad de medios y empresaria[5]
- Suzette van der Merwe - Miss Sudáfrica 1990[5]
- Devi Sankaree Govender - Periodista de televisión de investigación[5]
- Rolene Strauss - Miss Sudáfrica 2014 y Miss Mundo 2014[5]
- Zozibini Tunzi - Miss Sudáfrica 2019 y Miss Universo 2019[5]